# Sörby kyrka, Skåne
Sörby kyrka är en kyrka som tillhör Vinslövs församling i Lunds stift. Kyrkan ligger i samhället Sörby i Hässleholms kommun.

## Kyrkobyggnaden
Kyrkan av tegel uppfördes i början eller mitten av 1200-talet. Den har långhus, lägre och smalare kor och halvrund absid längst i öster. Under 1400-talet byggdes ett vapenhus framför sydportalen. På 1500-talet byggdes ett stjärnvalv av tegel. Då förlängdes även långhuset mot väster genom en tillbyggnad av gråsten.
1790 vitputsades kyrkan, både utvändigt och invändigt. 1834 flyttades huvudingången till långhusets västgavel. Samma år revs vapenhuset och en ny sakristia tillkom öster om koret. 
En grundlig ombyggnad på 1870-talet gjorde att kyrkan förlorade sin medeltida prägel. Då fick kyrkan nya fönster, ny bänkinredning, altarring och ny orgel. 1876 tillkom det trappgavlade kyrktornet i väster efter ritningar av Helgo Zettervall. Tidigare fanns en fristående klockstapel i trä.
1958 gjordes en invändig restaurering. Då fick kyrkan bland annat en ny sakristia, nytt tegelgolv i koret och nytt altare på samma plats som det gamla. 1968 ersattes plåttaket med enkupigt taktegel.
2006 skedde en invändig renovering. Då skedde en omputsning och lagning av kyrkans väggar och tak, ommålning av puts och snickerier, renovering av golv under bänkar, nytt tegelgolv i långhus, sakristia och vapenhus, renovering av altarring, ny elservice, ny ljus- och ljudanläggning, samt nytt brand- och inbrottslarm. Dessutom byggdes bänkarna om för att få större bekvämlighet. Bänkarna målades även om.

## Inventarier
- Predikstolen i renässansstil är från 1593.
- Över altaret hänger ett triumfkrucifix från 1400-talet.
- En cuppa från 1100-talet finns bevarad. Den tillhörde den gamla dopfunten av sten.

### Orgel
- 1877 byggde Anders Victor Lundahl, Malmö en orgel med 7 stämmor.
- Den nuvarande orgeln byggdes 1956 av Wilhelm Hemmersam, Köpenhamn och är en mekanisk orgel.

| Manual I      | Manual II     | Pedal        | Koppel |
| Principal 8'  | Gedackt 8´    | Subbas 16´   | I/P    |
| Rörflöjt 8'   | Rörflöjt 4'   | Gedackt 8'   | II/P   |
| Oktava 4'     | Principal 2'  | Nachthorn 4' | II/I   |
| Blockflöjt 2' | Scharf 2 chor | Fagott 16'   |        |
| Nasat 1 1/3'  | Rankett 16'   |              |        |
|               | Tremolo       |              |        |